# Tamisiocaris
Tamisiocaris ist ein ausgestorbener Arthropode, der in den Meeren des unteren Kambrium (2. Serie, 3. Stufe) lebte. Seine fossilen Überreste gehören zur Sirius-Passet-Faunengemeinschaft im äußersten Norden Grönlands. Bis heute ist mit Tamisiocaris borealis nur eine Art der Gattung bekannt.

## Merkmale
Von Tamisiocaris sind nur fünf isolierte Kopffortsätze und zwei Kopffortsätze mit Kopfschild bekannt. Die Kopffortsätze sind etwa 12 cm lang und damit etwa so lang wie die von Anomalocaris. Die Gesamtlänge von Tamisiocaris ist unbekannt. Die Kopffortsätze sind in 18 Segmenten gegliedert und leicht nach unten gebogen. Jedes Segment trägt auf seiner Unterseite ein Paar V-förmig auseinander stehende, lange und schmale Stacheln, die eine Länge von 26 bis 27,5 mm und einen Abstand von 6 bis 7 mm zueinander haben. Die Stacheln tragen an ihrem Vorder- und Hinterrand jeweils weitere 4,2 bis 5 mm lange, extrem dünne Stacheln, die einen Abstand von 0,3 bis 0,85 mm voneinander haben, so dass sich insgesamt eine kammartige Struktur ergibt. Tamisiocaris war wahrscheinlich ein nektonischer Filtrierer, der sich von Zooplankton mittlerer Größe (Mesozooplankton), vergleichbar mit den meisten rezenten Ruderfußkrebsen, ernährte, die er mithilfe seiner Kopffortsätze aus dem Wasser filterte.

## Etymologie
Der Gattungsname setzt sich zusammen aus dem lateinischen Wort tamisium für Sieb, bezogen auf die wahrscheinlich siebende Funktion der ventralen Stacheln, und dem griechischen Wort caris für Garnele. Das lateinische Artepitheton borealis heißt vom Norden kommend.

## Fundort
Es wurden bisher nur unvollständige Exemplare dieser Art in der unterkambrischen Fossillagerstätte Sirius-Passet auf der Halbinsel Peary Land in Grönland gefunden. Der Holotyp (MGUH 29,154) befindet sich nun im Geologischen Museum in Kopenhagen, Teil des Dänischen Nationalmuseums.

## Systematik
Tamisiocaris wurde zusammen mit Anomalocaris briggsi, die Art verfügt ebenfalls über zierliche Stacheln an seinen Kopffortsätzen, in die Familie der Cetiocaridae aus der übergeordneten Gruppe der Anomalocaridida (Ordnung Radiodonta) gestellt.